# Munskydd (sjukvård)
| Munskydd |
| --- |
| Kirurgiskt munskydd Operationspersonal i munskydd vid operation Del av: Skyddande ansiktsmasker - Skyddsmask (gasmask) - Andningsmask (andningsapparat) - Andningsskydd - Munskydd (sjukvård) - Ansiktsskydd |

Munskydd, också kirurgiskt munskydd eller kirurgmask, är ett skydd för delar av ansiktet som främst är avsett att minska utsläppsmängden av mikroorganismer i en persons utandningsluft. Munskydd används också, särskilt i vissa östasiatiska länder, som inandningsskydd mot dammpartiklar i förorenad luft. Ett munskydd täcker mun, näsa och haka.
Munskyddets funktion som mikroorganismbarriär är att därvid dämpa spridning av virusrika eller bakterierika droppar och smådroppar i aerosol, vilka bildas vid infektioner i luftvägarna som influensa och förkylning och lämnar kroppen vid utandning, hosta eller nysningar. Munskydd användes yrkesmässigt inom sjuk- och tandvård, till exempel vid operationer. Munskydd skyddar däremot inte mot inandning av exempelvis virus; då rekommenderas istället andningsskydd.
Munskydd har av tradition ofta använts av allmänheten i vissa östasiatiska länder som Kina, Japan och Sydkorea, särskilt i tider med luftspridda infektioner eller vid hög luftförorening. Användning i Europa och USA som allmänt skyddsmedel har varit mycket mer begränsad, men förekommit bland delar av befolkningen under covid-19-pandemin.

## Spridning av mikroorganismer i utandningsluft
Den tyske bakteriologen Carl Flügge var den förste som 1899 visade på att mikroorganismer i aerosoler i utandningsluft var aktiva i att sprida sjukdomar. Under första delen av 1900-talet användes begreppet "Flügge droplet" ibland för aerosolpartiklar som var tillräckligt stora för att inte torka ut fullständigt, ungefär sådana som är större än 100 μm.

## Utformning och användning
Det finns olika typer av munskydd, från engångsmodeller i papper till återanvändbara i tyg. De som används inom sjukvården är ofta av enklare modell och fungerar även som stänkskydd. Enligt Åsa Melhus, som är professor i bakteriologi, krävs att tygmasken har mellan sex och tolv lager för att ge ett omfattande skydd mot smitta.
Man ska aldrig röra själva munskyddet eftersom smittan då kan spridas via händerna. Istället tar man i remmarna eller öglorna vid på- och avtagning.
Engångsskyddet bör slängas i en plastpåse direkt efter användning för att inte någon ska komma i kontakt med det, medan återanvändbara kan tvättas.
CE-märkning innebär att munskyddet är kvalitetskontrollerat och uppfyller standardkraven i Europa.

## Munskydd under covid-19-pandemin
Under covid-19-pandemin används munskydd ibland i syfte att minska spridningen av sars-cov-2. Forskare är oeniga om effekterna av användning i detta syfte. Myndigheterna i varje land fattar sitt eget beslut om munskydd ska vara obligatoriskt, rekommenderat eller frivilligt. Det kan exempelvis vara obligatoriskt eller rekommenderat i särskilda miljöer, situationer eller på enskilda platser. I en del länder är det även straffbart att inte använda munskydd på vissa offentliga platser.

## Skillnad mellan munskydd och andningsskydd
Medan munskydd främst avser utandningsluft, är andningsskydd och skyddsmasker avsedda som skydd mot att inandas skadliga partiklar, respektive skadlig gas. Ett ansiktsskydd är tillverkat av beständigare material än (tunt) papper, sluter tätt till ansiktet och har en filtreringsfunktion för luft som ska andas in.
| Funktion / Produkt                  | Munskydd (också benämnt kirurgiskt munskydd                                                                            | Andningsskydd                                                                                      |
| ----------------------------------- | --- | -------------------------------------------------------------------------------------------------- |
| Avsett ändamål                      | Vätskeresistent, ger bäraren skydd mot större droppar och stänk. Skyddar den utomstående från bärarens utandningsluft. | Minska bärarens exponering för partiklar, inklusive stora droppar och aerosol.                     |
| Anslutning till ansiktet            | Löst anslutande. | Tätt anslutande.                                                                                   |
| Krav på kontroll av tät anslutning. | Nej | Ja, krävs vid varje enskilt anbringande.                                                           |
| Filtrering                          | Ej betraktat som inandningsskydd. Ger inte bäraren skydd mot små luftburna partiklar.                                  | Filtrerar minst 95 % av luftburna, stora och små, partiklar.                                       |
| Läckage                             | Läcker runt om kanterna, när bäraren andas.                                                                            | Om andningsskyddet är korrekt påsatt och bärs korrekt, är läckaget runt maskens kanter obetydligt. |
| Användningsbegränsning              | Engångsmaterial. Slängs efter varje enskilt användningstillfälle.                                                      | Ska idealiskt slängas efter varje enskild användning.                                              |

## Bildgalleri

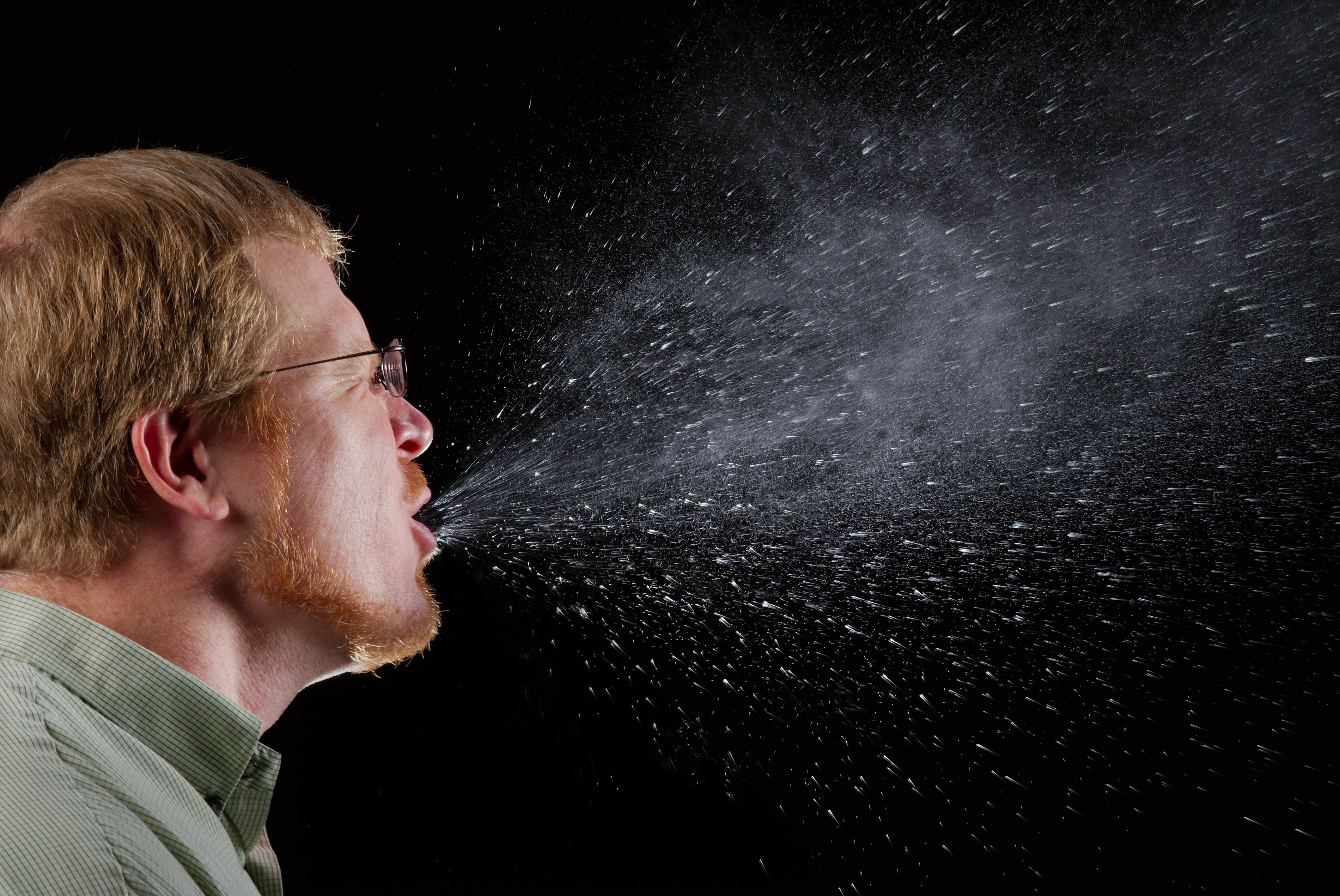
Utandning av aerosoler
- Varningsanslag utanför patientrum
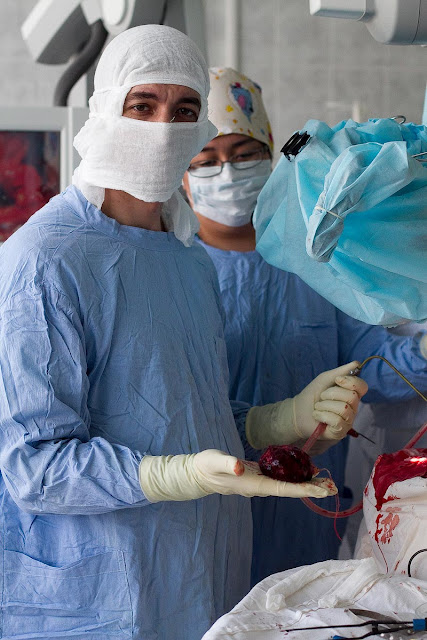
Munskydd med huvudskydd
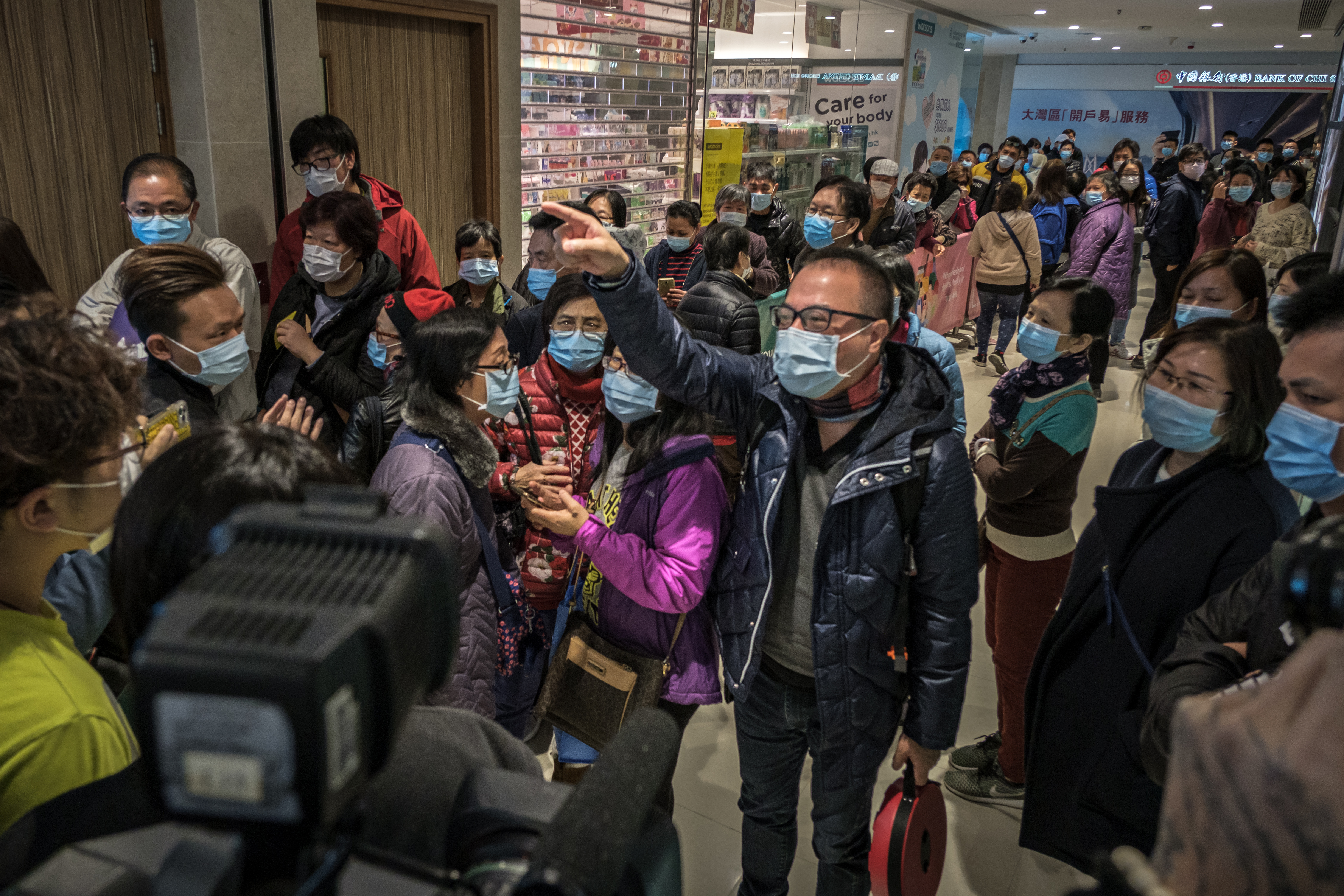
Hongkongbor med munskydd, januari 2020
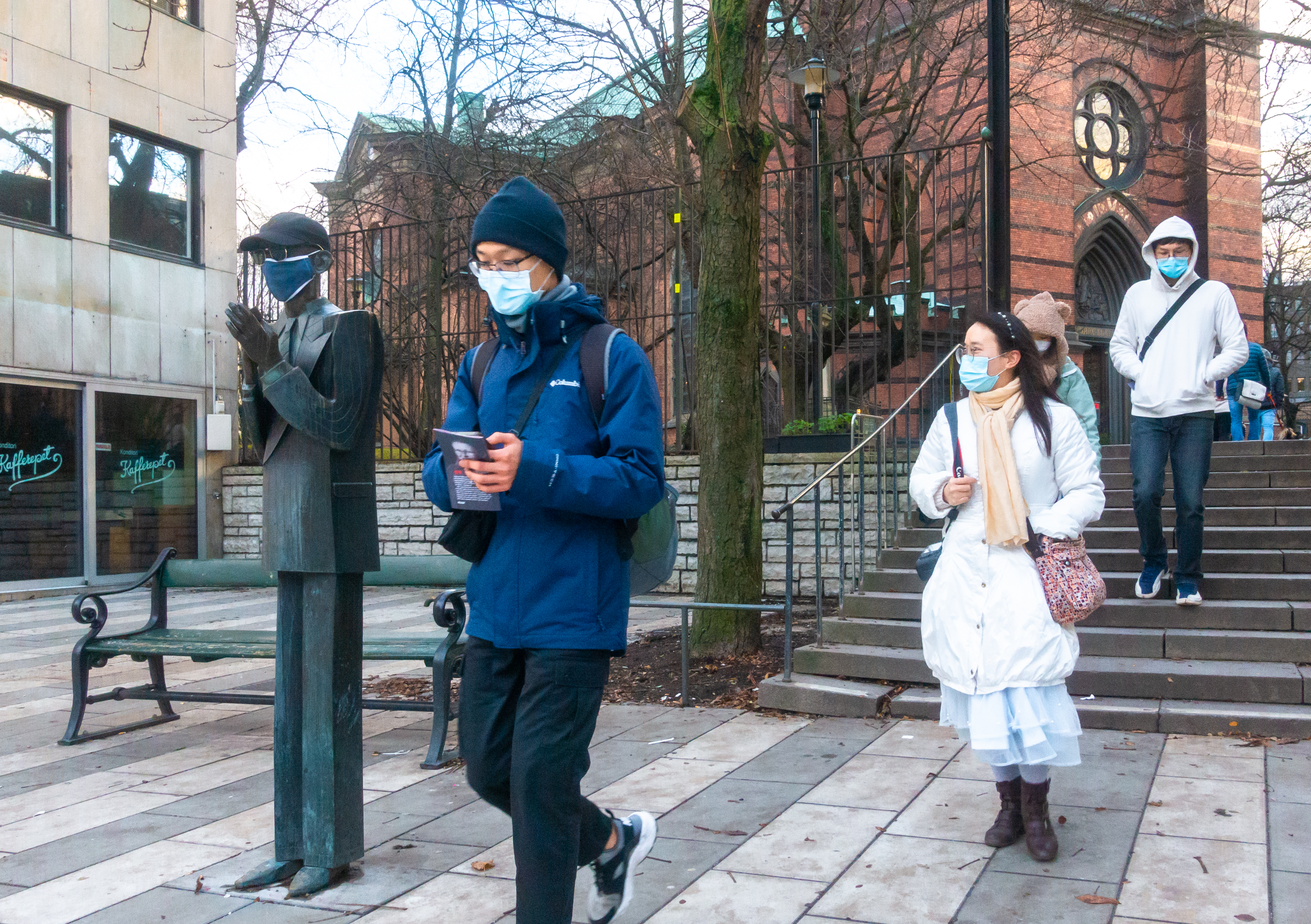
Munskyddsanvändande turister på Nils Ferlins torg i Stockholm under coronapandemin 2020.